# ライフ・アズ・ファニータ
『ライフ・アズ・ファニータ』（原題:Juanita）は2019年に配信されたアメリカ合衆国のドラマ映画である。監督はクラーク・ジョンソン、主演はアルフレ・ウッダードが務めた。本作はシェイラ・ウィリアムズが2002年に発表した小説『Dancing on the Edge of the Roof』を原作としている。

## 概略
オハイオ州コロンバス。ファニータは無職の子供3人（成人済み）を養うべく日々懸命に働いていたが、ある日、全てが嫌になってしまった。そこで、ファニータはバスに乗って旅に出ることにし、最終的に、モンタナ州のペーパームーンという田舎町に辿り着いた。しばらくして、ファニータはレストランの店主（ジェス）と恋に落ち、「ペーパームーンに留まるべきか、それともコロンバスに戻るべきか」と悩むようになった。

## キャスト
- アルフレ・ウッダード - ファニータ（吹替：高乃麗）
- アダム・ビーチ - ジェス（吹替：前田一世）
- ラターニャ・リチャードソン・ジャクソン - ケイ＝リータ（吹替：田村聖子）
- マーカス・ヘンダーソン - ランディ（吹替：後藤光祐）
- ブレア・アンダーウッド - 本人（吹替：落合弘治）
- アシュリー・アトキンソン - ピーチス（吹替：津田真澄）
- ツラン・クーパー - メアリー
- ボニー・ジョンソン - ミス・バーマン
- ジョーダン・ニア・エリザベス - バーティ
- アコーリェ・ホワイト - ラショーン（吹替：加藤拓二）
- ブライアン・K・ランディス - バスの運転手
- タボラ・ジョンソン - 旅人
- ジョセフ・イェーツ - カール
- カット・スミス - ミニョン
- サム・ヘニングス - ドリュー
- マイケル・ハーディング - ニック
- バリー・ラトクリフ - チャーリー
- エレイン・マイルズ - マウンテン保安官

## 製作
2017年4月7日、アルフレ・ウッダードとブレア・アンダーウッドが本作に出演するとの報道があった。12日、マーカス・ヘンダーソンの出演が決まったと報じられた。同月、本作の主要撮影がバージニア州で始まった。12月3日、ケヴィン・ラックスが本作で使用される楽曲を手掛けることになったと報じられた。

## 公開・マーケティング
2017年4月25日、Netflixが本作の配信権を獲得したとの報道があった。2019年2月11日、本作のオフィシャル・トレイラーが公開された。

## 評価
本作は批評家から好意的に評価されている。映画批評集積サイトのRotten Tomatoesには15件のレビューがあり、批評家支持率は80%、平均点は10点満点で6.36点となっている。サイト側による批評家の見解の要約は「『ライフ・アズ・ファニータ』で描かれる自己実現の旅は新鮮ではあるものの、予測可能な結末に落ち着いていると言えるかもしれない。しかし、アルフレ・ウッダードの名演のお陰で、主人公の一時滞在が計り知れないほどの輝きを放っている。」となっている。